# تاسیتوس (تاریخ‌نگار)

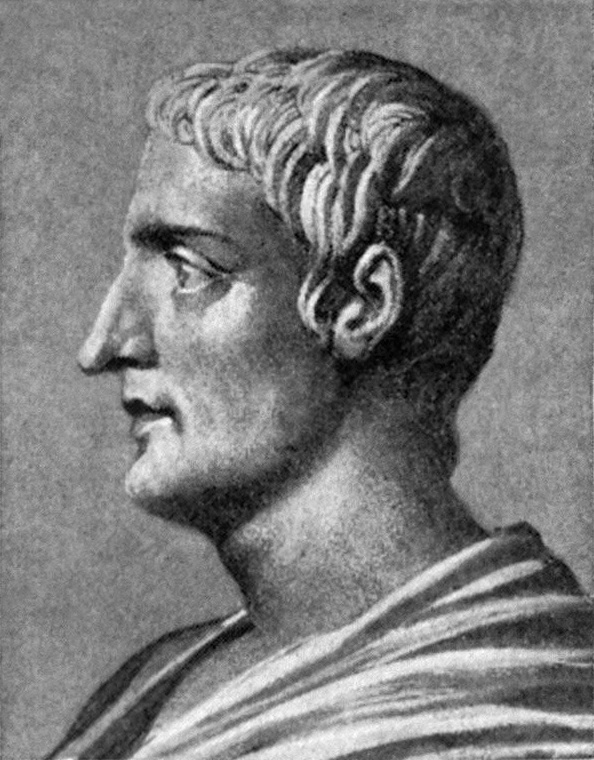

پوبلیوس (یا گایوس) کرنلیوس تاسیتوس (۵۶ – ۱۱۷) سناتور و تاریخ‌نگاری رومی بود. باقیمانده‌های دو اثر مهم او – وقایع سالیانه و تواریخ – به بررسی دوران زمامداری امپراتوران روم، تیبریوس، کلادیوس، نرو و زمامداران سال چهار امپراتور می‌پردازد. این دو اثر برهه‌ای از تاریخ امپراتوری روم پس از مرگ آگوستوس در سال ۱۴ تا احتمالاً مرگ دومیتیان در سال ۹۶ را در بر می‌گیرد.
دیگر نوشته‌های او به بحث دربارهٔ فن خطابه، جرمنیا و زندگی پدرزنش آگریکولا با تمرکز بر عملیات نظامی او در بریتانیا می‌پردازد.
تاسیتوس را یکی از بزرگترین تاریخ‌نگاران رومی می‌دانند. او در دوره‌ای می‌زیست که به عصر نقره‌ای ادبیات لاتین معروف است. تاسیتوس همچنین به بینش نافذش در روانشناسی زورطلبی مشهور می‌باشد.

## زندگی‌نامه
اطلاعات زیادی دربارهٔ زندگی شخصی تاسیتوس وجود ندارد و اطلاعات اندک دربارهٔ او از طریق اشارات خود او در آثارش، نامه‌های دوستش پلینی پسر و کتیبه‌ای در میلاسا در کاریا به دست آمده‌است.
تولد تاسیتوس به سال ۵۶ یا ۵۷ بود. در جوانی به تحصیل علم بلاغت در رم پرداخت تا برای کار در سیاست یا قانون آماده شود. در ۷۷ یا ۷۸ با یولیا آگریکولا، دختر فرماندهٔ معروف آگریکولا ازدواج نمود و در زمان وسپاسیان کارش را به عنوان سناتور آغاز کرد. در زمان تیتوس در سال ۸۱ یا ۸۲ به مقام کوایستوری و در سال ۸۸ به مقام پرایتوری رسید. او در نقش یک وکیل و یک سخنور مورد تحسین قرار گرفت هرچند کنیهٔ او تاسیتوس به معنای خاموش در مقایسه با توانایی او در سخنوری طعنه‌آمیز است.
او از سال ۸۹ تا ۹۳ به عنوان فرماندهٔ لژیون یا پُستی غیرنظامی به خدمت در استان‌ها پرداخت. تاسیتوس دوران حکومت وحشت دومیتیان (۸۱–۹۶) را از سر گذراند اما تجربهٔ این دوران در کنار شرمساری ناشی از همدستیش با ظالم به نفرت او از جباریت انجامید، موضوعی که در آثارش نیز مشهود است.
در سال ۹۷ در دوران حکومت نروا او کنسول سوفکتوس شد و پس از نطق در مراسم سوگواری کهنه‌سرباز پرآوازه لوسیوس ورجینیوس روفوس، شهرتش در مقام سخنور به اوج خود رسید. او یک سال بعد آگریکولا و جرمنیا را نوشت و منتشر ساخت. پس از آن مدتی خود را از سیاست کنار کشید تا آنکه بار دیگر در دوران فرمانروایی تراژان بازگشت. در سال ۱۰۰ تاسیتوس همراه با دوستش پلینی پسر، ماریوس پریسکوس، پروکنسول آفریقا (استان روم) را به اتهام فساد تحت تعقیب قضایی قرار دادند. پریسکوس گناهکار شناخته شده و تبعید شد.
در دورانی که تاسیتوس مشغول به نگارش دو اثر مهم خود، وقایع سالیانه و تواریخ بود برای مدتی طولانی از دنیای سیاست و قضا به دور ماند. در سال ۱۱۲ یا ۱۱۳ او بالاترین مقام فرمانداری غیرنظامی، یعنی فرمانداری استان رومی آسیا در آناتولی غربی را داشت که به این موضوع در کتیبهٔ یافت‌شده در میلاسا اشاره شده‌است.
به نقل از بخشی از کتاب وقایع سالیانه، تاریخ تقریبی مرگ تاسیتوس به سال ۱۱۶ بوده‌است که این زمان ممکن است سال ۱۲۵ یا ۱۳۰ نیز باشد.

## آثار
پنج اثر منتسب به تاسیتوس تا به‌امروز باقی‌مانده‌است که مهمترینشان وقایع سالیانه و تواریخ است. تاریخ‌های نوشته شده برای هر اثر تقریبی است.
1. De vita Iulii Agricolae (دربارهٔ زندگانی آگریکولا)
2. De origine et situ Germanorum (دربارهٔ جرمنیا)

- ۱۰۲ - Dialogus de oratoribus (گفتمانی دربارهٔ سخنوری)
- ۱۰۵ - Historiae (تواریخ)
- ۱۱۷ - Ab excessu divi Augusti (وقایع سالیانه)